# De partibus animalium
Il De partibus animalium, com'è conosciuto, è un trattato di zoologia di Aristotele.

## Contenuto
Nel libro I, Aristotele applica la sua teoria della causalità allo studio delle forme di vita. Qui, egli propone la metodologia per studiare gli organismi e sottolinea l'importanza della causa, del disegno o dello scopo finale alla ricerca di una spiegazione  teleologica nelle scienze della vita. Lo Stagirita critica la tassonomia praticata nella Accademia del maestro Platone, dal momento che non consentiva maggiori arricchimenti rispetto al processo di bipartizione di genere. Conclude difendendo lo studio degli animali come una scienza importante quanto quella dei corpi celesti.
Aristotele afferma che ogni essere vivente è costituito da due parti intrinseche: materia primaria (οὐσία) e forma sostanziale (εἶδος). Egli usa questi principi per studiare gli elementi primordiali della natura di cui sono composti i corpi degli animali e le condizioni intrinseche che fanno diventare i corpi ciò che sono. Innanzitutto iniziano dalla combinazione degli elementi fondamentali della natura (terra, acqua, aria e fuoco) che formano i tessuti e questi gli organi.
Nel resto dei libri, Aristotele studia le parti interne ed esterne del sangue e degli animali non sanguigni, confrontandole con gli esseri umani, mostrando gli elementi in comune e le specificità.
Per Aristotele, le cause materiali di un organismo non potrebbero spiegare tutti i suoi aspetti. Per spiegare fenomeni come i processi di un organismo o i suoi adattamenti all'ambiente egli deve ricorrere alle cause finali, spiegazioni teleologiche di tali fenomeni. Nel De generatione animalium, poi, ricorrerà alla riproduzione teleologica per lo sviluppo degli animali.